# Olympische Jugend-Sommerspiele 2018/Teilnehmer (Samoa)
| Gelbes Symbol für Goldmedaillen mit stilisierten Olympischen Ringen | Graues Symbol für Silbermedaillen mit stilisierten Olympischen Ringen | Braundes Symbol für Bronzemedaillen mit stilisierten Olympischen Ringen |
| ------------------------------------------------------------------- | --------------------------------------------------------------------- | ----------------------------------------------------------------------- |
| —                                                                   | —                                                                     | —                                                                       |

Die Jugend-Olympiamannschaft aus Samoa für die III. Olympischen Jugend-Sommerspiele vom 6. bis 18. Oktober 2018 in Buenos Aires (Argentinien) bestand aus 17 Athleten. Sie konnten keine Medaillen gewinnen.

## Athleten nach Sportarten

### Bogenschießen
Mädchen
- Jil Walter
Einzel: 17. Platz
Mixed: 17. Platz (mit Feng Hao  Volksrepublik China)

### Boxen
Jungen
- Jancen Poutoa
Mittelgewicht: 4. Platz
- Malcolm Matthes
Schwergewicht: 6. Platz
- Vaisilika Tuigamala
Superschwergewicht: 6. Platz

### Gewichtheben
Mädchen
- Lesila Fiapule
Klasse ab 63 kg: DNF (kein gültiger Versuch im Reißen)

### Rugby
Jungen
- 6. Platz
- Kader
Taunuu Niulevaea
Viliamu Faamatuainu
Pose Ionatana
Steve Onosai
Papu Lonetona Tautala
Pio Fuiono
Tuna Tuitama
Mark Tusigaigoa
Luke Malietoa
Waingawa Iuogafa
Des Sepulona
Eliu Hunt